# Diploglossus bilobatus
Espèce
Synonymes
- Celestus bilobatus O'Shaughnessy, 1874

Statut de conservation UICN

 LC  : Préoccupation mineure
Diploglossus bilobatus est une espèce de sauriens de la famille des Diploglossidae.

## Répartition
Cette espèce se rencontre au Nicaragua, au Costa Rica et au Panama.

## Publication originale
- O'Shaughnessy, 1874 : Description of a new species of lizard of the genus Celestus. Annals and Magazine of Natural History, sér. 4, vol. 14, p. 257-258 (texte intégral).